# День расплаты (фильм, 2003)
«День расплаты» (англ. The Reckoning) — исторический фильм 2003 года совместного производства Великобритании и Испании, экранизация романа «Моралите» («Morality Play») лауреата премии Букера Барри Ансуорта. Сам роман в 1995 году попал в шорт-лист Букеровской премии, но уступил «Призрачной дороге» Пэт Баркер.

## Сюжет
Англия, XIV век. Молодой священник Николас (Пол Беттани) соблазнил молодую замужнюю прихожанку, а потом убил заставшего их на месте преступления её мужа. Скрываясь от возмездия, Николас покидает родные места и примыкает к группе бродячих актёров. По стечению обстоятельств труппа забредает в маленький городок, где жестокий герцог де Гиз (Венсан Кассель) безнаказанно творит ужасные вещи. Вот и сейчас в городке произошло преступление — убит мальчик. Актёры решают положить историю с преступлением в основу новой постановки. Они начинают расследование и разоблачают убийцу.

## В ролях
| Актёр           | Роль          |
| --------------- | ------------- |
| Пол Беттани     | Николас       |
| Уиллем Дефо     | Мартин        |
| Венсан Кассель  | герцог де Гиз |
| Брайан Кокс     | Тобиас        |
| Саймон Макбёрни | Стефан        |
| Том Харди       | Строу         |
| Джина Макки     | Сара          |